# Orthodoxe kruis
Het Orthodoxe kruis (☦, Tsjechisch: pravoslavný kříž), het achtarmige kruis (Russisch: осьмиконечный крест, os'mikonetsjnyj krest, "kruis met acht uiteinden") dat gebruikt wordt in de Orthodoxe Kerk in de Tsjechische Landen en Slowakije, Pools-Orthodoxe Kerk, Russische orthodoxie en oorspronkelijk uit Byzantium komt.

Het Orthodoxe Kruis

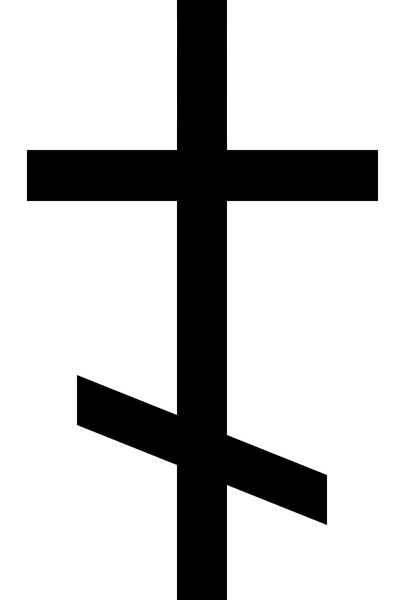
Het Russisch Kruis

Een materiële visie van dit kruis is een aanvulling op het Latijnse kruis, met een kleine balk bovenin met het opschrift "INRI" (in het Nederlands "Jezus van Nazareth, koning der Joden"), en onderaan een voetensteun.

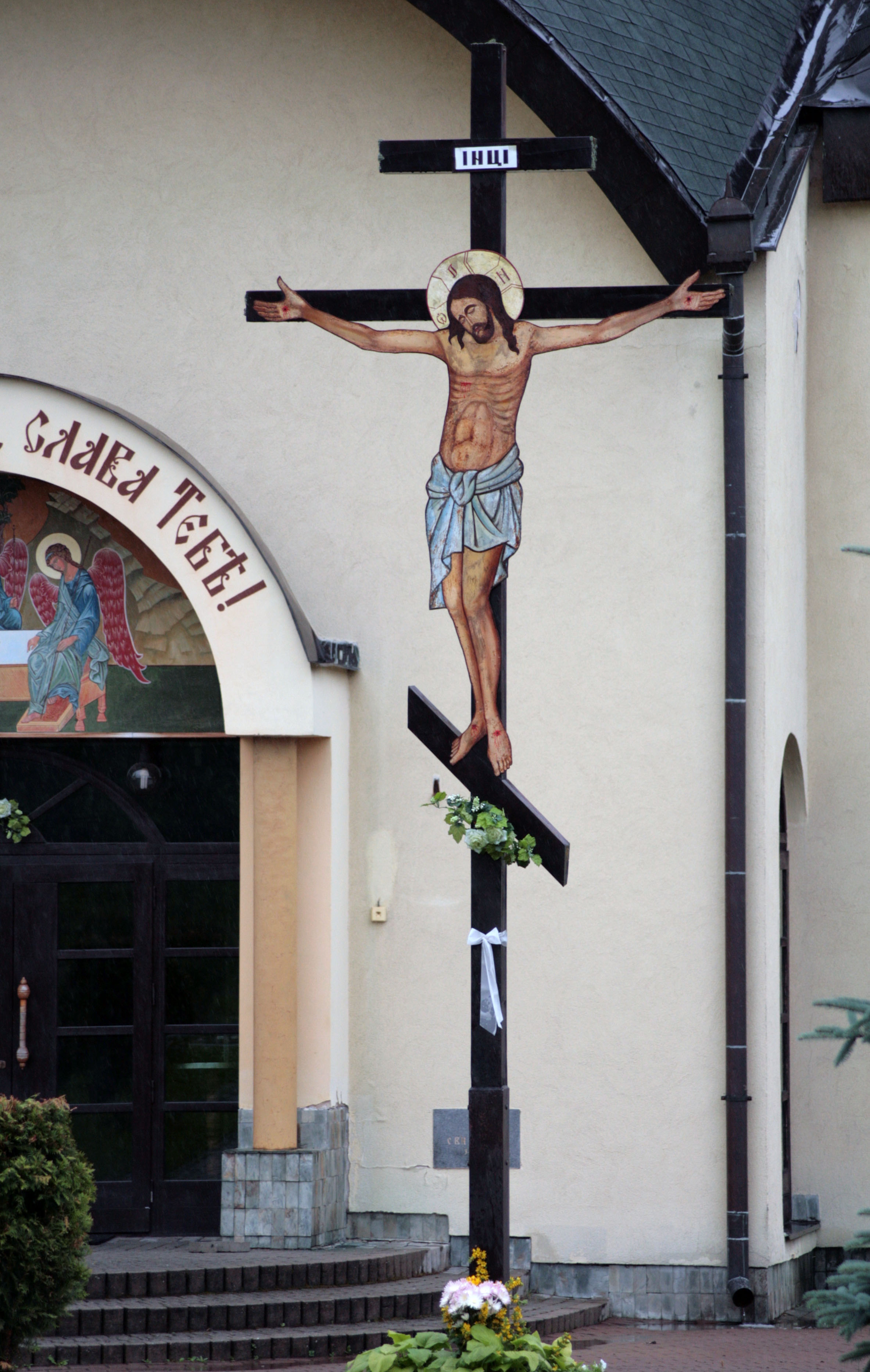
Het Orthodoxe kruis voordat je de kerk in Svidník binnengaat (Slowakije)

In onder andere publicaties van de Russische oudgelovigen (ook wel oudritualisten of oudorthodoxen genoemd) wordt de symboliek van dit kruis als volgt uitgelegd: de verticale balk symboliseert de stamboom van de mensheid vanaf Adam tot aan het einde der tijden. De kleine horizontale balk symboliseert de onzichtbare wereld, de wereld der engelen. De grote balk verbeeldt de zichtbare wereld, de Aarde, en daarmee ook de mensheid. Christus heeft, door alle zonden der mensheid op zich te nemen, de hele schepping omarmd en verlost van de erfzonde. De onderste balk is, zoals gezegd, een voetensteun, maar verwijst tevens naar de twee rovers die aan de rechter- en linkerzijde van Christus gekruisigd waren. De ene rover lasterde Christus, de ander vroeg Christus hem te gedenken in Zijn Koninkrijk; zinnebeeldig uitgelegd duidt de dwarsbalk aan dat de mens vrij is om gered te worden: iemand kan ten Hemel opstijgen of kan afdalen ter helle.
Vaak is dit kruis afgebeeld op een driehoekig heuveltje, al dan niet met een schedel daarin afgebeeld, dat Golgotha symboliseert en worden aan dit kruis respectievelijk ter linker- en ter rechterzijde een lans en een rietstengel met spons toegevoegd, de lijdenssymbolen van Christus. Meestal wordt het kruis aan weerszijden voorzien van afkortingen: IC XC (Jezus Christus), СНЪ БЖIЙ (Zoon van God), NIKA (Overwinnaar (over de dood)), ЦРЬ СЛВЫ (Koning der heerlijkheid), МЛРБ (vrij vertaald: op de plaats van Christus' kruisiging was ooit het Paradijs aangepland) К (lans) Т (riet) en ГГ (heuvel Golgotha) ГА (hoofd van Adam).
In de traditie van het Oosterse Christendom wordt het kruis niet als symbool gezien van het lijden van Christus, maar als een symbool van overwinning - de overwinning van Christus over de dood.
Eerdergenoemde oudgelovigen erkennen alleen dit kruis als vererenswaardig. Na het schisma van 1666-67 is dit kruis lange tijd van overheidswege in Rusland verboden geweest en ging de (nieuwritualistische) Russisch-orthodoxe kerk over op het Griekse en ook wel Latijnse kruis. Het zg. achtpuntige kruis werd lange tijd gezien als een symbool van het raskol.
Vanaf de 20e eeuw vindt dit kruis gaandeweg weer verspreiding in de hele Russisch-orthodoxe kerk.